# Бейпорт (Міннесота)
Бейпорт (англ. Bayport) — місто (англ. city) в США, в окрузі Вашингтон штату Міннесота. Населення — 4024 особи (2020).

## Географія
Бейпорт розташований за координатами 45°1′1″ пн. ш. 92°47′0″ зх. д. / 45.01694° пн. ш. 92.78333° зх. д. (45.016852, -92.783456).  За даними Бюро перепису населення США в 2010 році місто мало площу 4,55 км², з яких 4,54 км² — суходіл та 0,01 км² — водойми. В 2017 році площа становила 6,91 км², з яких 4,56 км² — суходіл та 2,35 км² — водойми.

## Демографія
Згідно з переписом 2010 року, у місті мешкала 3471 особа в 855 домогосподарствах у складі 502 родин. Густота населення становила 763 особи/км².  Було 912 помешкання (200/км²).
Расовий склад населення:
| - 73,2 % — білих - 19,1 % — чорних або афроамериканців - 4,8 % — корінних американців - 1,5 % — азіатів |

До двох чи більше рас належало 1,2 %. Частка іспаномовних становила 4,1 % від усіх жителів.
За віковим діапазоном населення розподілялося таким чином: 11,3 % — особи молодші 18 років, 77,3 % — особи у віці 18—64 років, 11,4 % — особи у віці 65 років та старші. Медіана віку мешканця становила 36,9 року. На 100 осіб жіночої статі у місті припадало 262,3 чоловіків;  на 100 жінок у віці від 18 років та старших — 293,1 чоловіків також старших 18 років.
Середній дохід на одне домашнє господарство  становив 79 295 доларів США (медіана — 64 013), а середній дохід на одну сім'ю — 91 204 долари (медіана — 83 047). Медіана доходів становила 50 300 доларів для чоловіків та 40 694 долари для жінок. За межею бідності перебувало 7,4 % осіб, у тому числі 14,8 % дітей у віці до 18 років та 4,6 % осіб у віці 65 років та старших.
Цивільне працевлаштоване населення становило 1043 особи. Основні галузі зайнятості: освіта, охорона здоров'я та соціальна допомога — 21,3 %, виробництво — 19,1 %, фінанси, страхування та нерухомість — 11,5 %, роздрібна торгівля — 9,1 %.